# Gran Galà del calcio AIC 2019

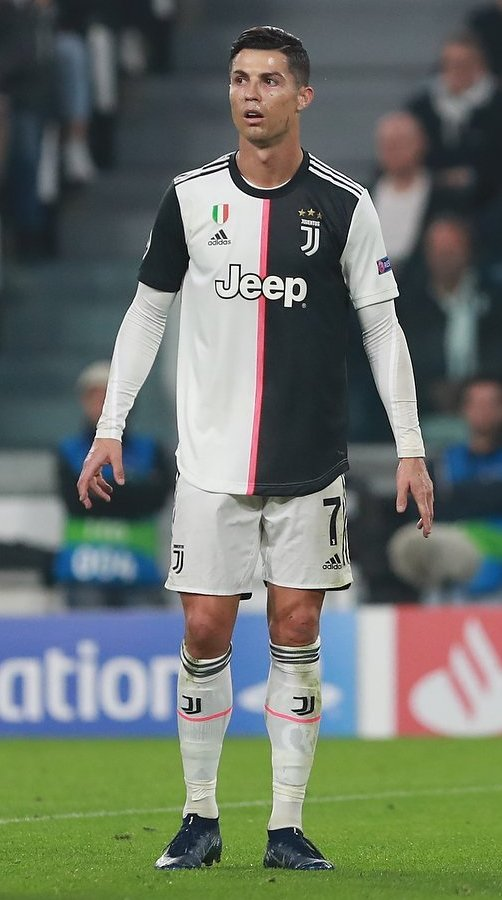
Il portoghese Cristiano Ronaldo, migliore calciatore assoluto al Gran Galà del calcio AIC 2019.

Il Gran Galà del calcio AIC 2019 è stata la nona edizione dell'omonima manifestazione in cui sono stati premiati, da parte dell'Associazione Italiana Calciatori, i protagonisti del calcio italiano per la stagione 2018-2019.
I riconoscimenti sono stati consegnati il 2 dicembre 2019. Per la prima volta è stata eletta la squadra dell'anno femminile.
Protagonista dell'edizione, per l'ottavo anno consecutivo, è stata la Juventus, capace di primeggiare, attraverso i suoi tesserati, nella squadra dell'anno con quattro elementi, nonché in quella riservata alle calciatrici con sei (record in tale categoria) e anche nel riconoscimento riservato al miglior calciatore assoluto, Cristiano Ronaldo.
L'Atalanta, invece, è stata premiata per la prima volta come miglior società mentre il suo allenatore Gian Piero Gasperini è stato riconosciuto, anche lui per prima volta, come il migliore dell'anno nella rispettiva categoria.

## Vincitori
Squadra dell'anno (calcio maschile)
| Ruolo | Naz.                            | Giocatore          | Squadra   |
| ----- | ------------------------------- | ------------------ | --------- |
| P     | Slovenia (bandiera)             | Samir Handanovič   | Inter     |
| D     | Portogallo (bandiera)           | João Cancelo       | Juventus  |
| D     | Senegal (bandiera)              | Kalidou Koulibaly  | Napoli    |
| D     | Italia (bandiera)               | Giorgio Chiellini  | Juventus  |
| D     | Serbia (bandiera)               | Aleksandar Kolarov | Roma      |
| C     | Bosnia ed Erzegovina (bandiera) | Miralem Pjanić     | Juventus  |
| C     | Slovenia (bandiera)             | Josip Iličić       | Atalanta  |
| C     | Italia (bandiera)               | Nicolò Barella     | Cagliari  |
| A     | Italia (bandiera)               | Fabio Quagliarella | Sampdoria |
| A     | Colombia (bandiera)             | Duván Zapata       | Atalanta  |
| A     | Portogallo (bandiera)           | Cristiano Ronaldo  | Juventus  |

Migliore calciatore assoluto
| Piazzamento | Giocatore         | Squadra  |
| ----------- | ----------------- | -------- |
| Vincitore   | Cristiano Ronaldo | Juventus |

Migliore allenatore
| Piazzamento | Allenatore           | Squadra  |
| ----------- | -------------------- | -------- |
| Vincitore   | Gian Piero Gasperini | Atalanta |

Migliore calciatore della Serie B
| Piazzamento | Giocatore     | Squadra |
| ----------- | ------------- | ------- |
| Vincitore   | Sandro Tonali | Brescia |

Miglior società
| Piazzamento | Società calcistica |
| ----------- | ------------------ |
| Vincitore   | Atalanta           |

Gol dell'anno
| Piazzamento | Giocatore          | Squadra   | Partita                               |
| ----------- | ------------------ | --------- | ------------------------------------- |
| Vincitore   | Fabio Quagliarella | Sampdoria | Sampdoria - Napoli (2 settembre 2018) |

Migliore arbitro
| Piazzamento | Arbitro         |
| ----------- | --------------- |
| Vincitore   | Gianluca Rocchi |

Squadra dell'anno (calcio femminile)
| Ruolo | Naz.              | Giocatrice         | Squadra    |
| ----- | ----------------- | ------------------ | ---------- |
| P     | Italia (bandiera) | Laura Giuliani     | Juventus   |
| D     | Italia (bandiera) | Alia Guagni        | Fiorentina |
| D     | Italia (bandiera) | Sara Gama          | Juventus   |
| D     | Italia (bandiera) | Cecilia Salvai     | Juventus   |
| D     | Italia (bandiera) | Elisa Bartoli      | Roma       |
| C     | Italia (bandiera) | Aurora Galli       | Juventus   |
| C     | Italia (bandiera) | Manuela Giugliano  | Milan      |
| C     | Italia (bandiera) | Valentina Cernoia  | Juventus   |
| A     | Italia (bandiera) | Valentina Giacinti | Milan      |
| A     | Italia (bandiera) | Ilaria Mauro       | Fiorentina |
| A     | Italia (bandiera) | Barbara Bonansea   | Juventus   |

Calciatrice dell'anno
| Piazzamento | Giocatrice        | Squadra |
| ----------- | ----------------- | ------- |
| Vincitrice  | Manuela Giugliano | Milan   |

Gol dell'anno (femminile)
| Piazzamento | Giocatrice    | Squadra | Partita                            |
| ----------- | ------------- | ------- | ---------------------------------- |
| Vincitrice  | Thaisa Moreno | Milan   | Milan - Juventus (4 novembre 2018) |